# Pieza de India
Pieza de India (span., wörtlich Stück Indiens) bezeichnet eine Einheit, mit der während des transatlantischen Sklavenhandels afrikanische Sklaven einheitlich gezählt werden sollten. Die Maßeinheit wurde im Laufe der Zeit mehrfach geändert, beschreibt jedoch im Allgemeinen einen gesunden männlichen Sklaven festgelegter Größe und eines bestimmten Alters, was gelegentlich noch mit der Bestimmung der Herkunftsregion kombiniert wurde. Im Asiento von 1663 wurden beispielsweise drei 8–15-jährige Sklaven mit zwei Piezas de India oder je zwei vier- bis achtjährige oder 35–40-jährige als ein Pieza de India bemessen.